# 諾伯特·毛
諾伯特·毛（1967年3月12日—）是烏干達政治人物和律師，民主黨主席。

## 生平
- 1967年3月12日出生於烏干達。
- 1988年－1991年間，他在馬凱雷雷大學修讀法學士，並且在畢業後獲得學士學歷。
- 1992年，在法律發展中心（英语：Law Development Centre）取得法律實踐文憑（英语：Practice of law）。
- 2003年，在耶魯國際研究員的項目（英语：Yale World Fellows）下，諾伯特·毛被耶魯大學錄取。他在康涅狄格州的紐黑文校園度過了一年時間。[參⁠ 2]
- 2010年，接任民主黨主席。

## 外部連結
- Website of Gulu District
- 諾伯特·毛摘要（页面存档备份，存于）
- 諾伯特·毛的Facebook專頁

| 官衔                          | 官衔                  | 官衔     |
| 政黨職務                      | 政黨職務              | 政黨職務 |
| ----------------------------- | --------------------- | -------- |
| 前任： 約翰·沙捷巴亞娜·基士圖 | 民主黨主席 2010年至今 | 現任     |